# Штурмова авіація

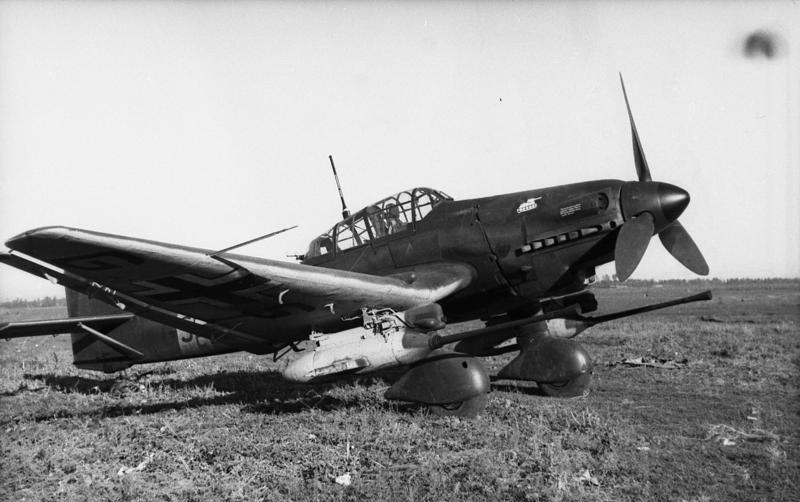
Junkers Ju 87G-1, Наймасовіший літак Люфтваффе, легендарна «Штука» у модифікації штурмовика (мисливця на танки) з 37-мм авіагарматами.

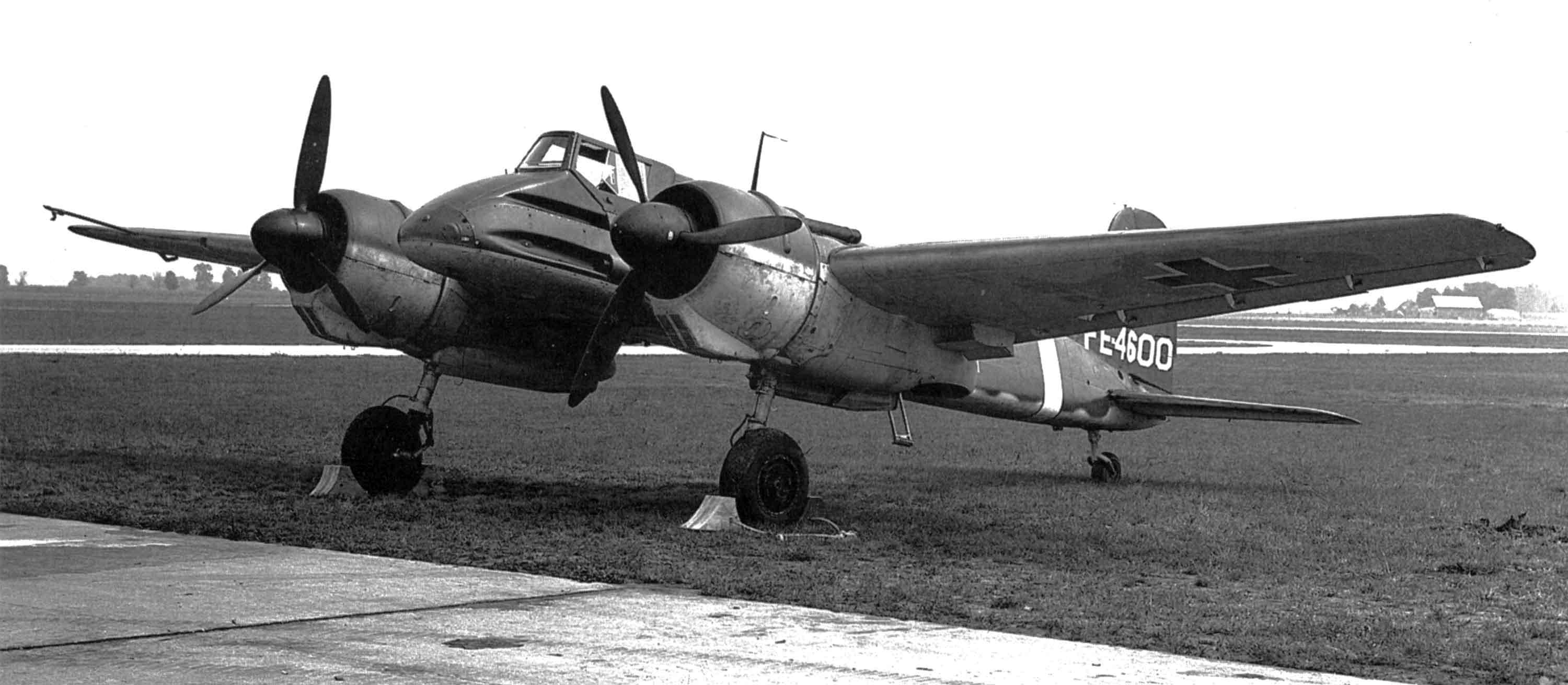
Штурмовик Henschel Hs 129B. Люфтваффе.

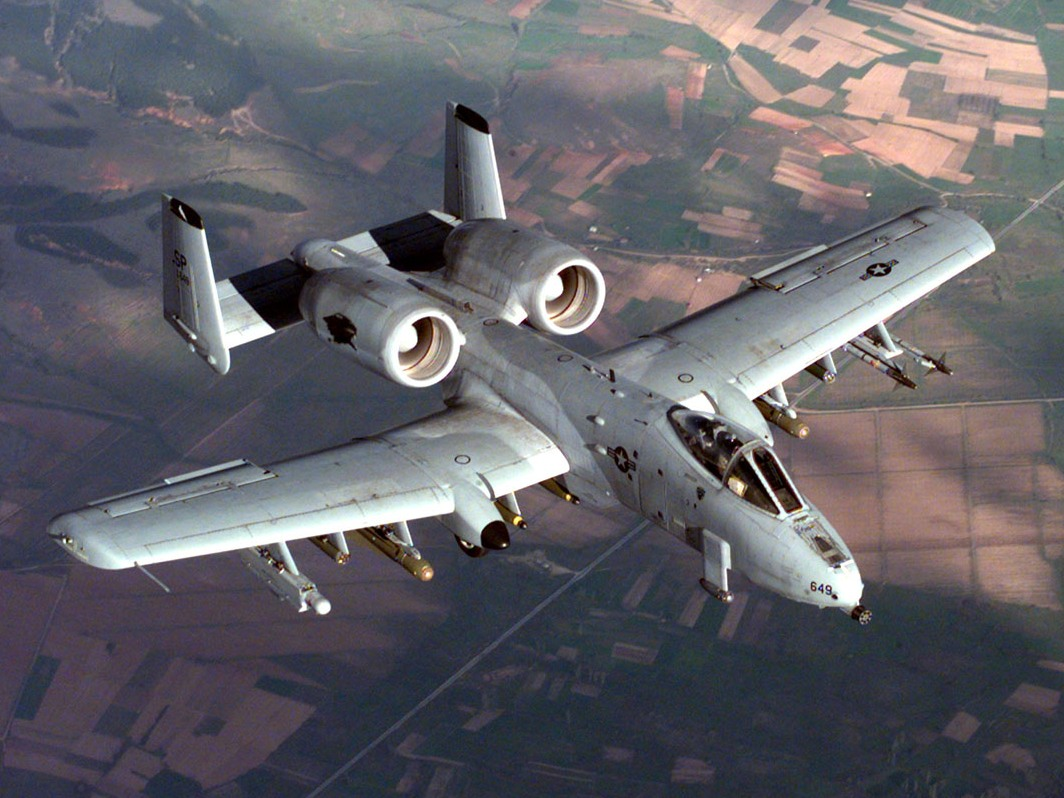
Американський штурмовик A-10 Thunderbolt

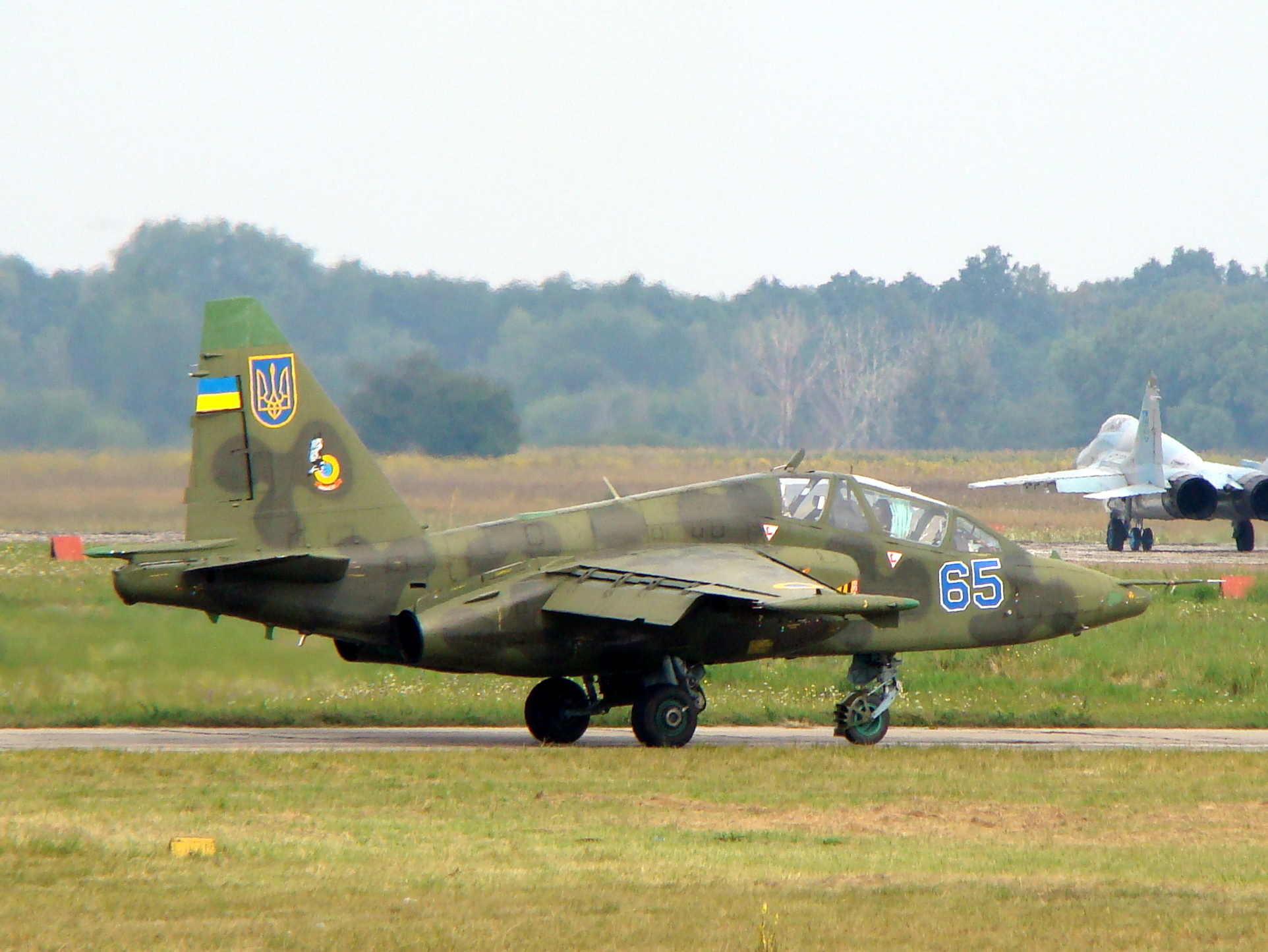
Український Су-25

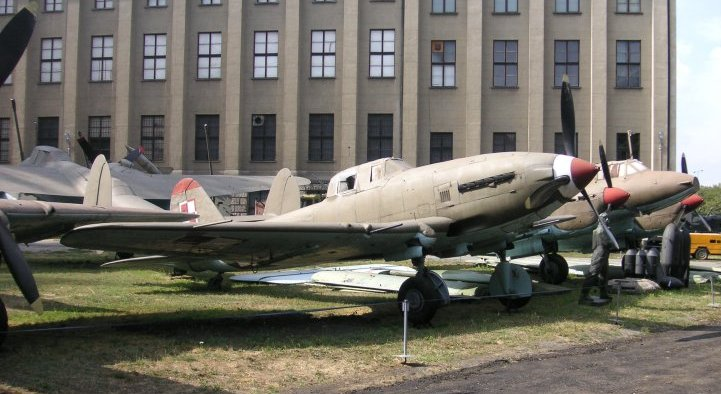
Штурмовик Іл-10. Музей Війська Польського. Польща

Штурмова́ авіа́ція — рід тактичної (фронтової) авіації військово-повітряних сил та авіації ВМС, призначений для безпосередньої підтримки наземних військ. 
Застосовується для знищення противника на полі бою і завдання бомбово-штурмових ударів по наземних об'єктах в найближчій глибині оборони. В основному, діє на малій висоті або на поземному польоті. Як штурмовики використовуються літаки або вертольоти.

## Класифікація штурмової авіації
1) Пікірувальна – така, що за своєю конструкцією та організацією передбачає пікірування на наземну ціль з висоти разом з подальшим використанням бомб, ракет, та/або гармат. Характеризується збільшеною точністю бомбо/ракетометання, та можливістю використання гармат для ведення вогню по наземним цілям, але більшою вразливістю для протиповітряних засобів супротивника. Вважається застарілою, та майже не використовується після винайдення лазерного наведення. 
2) Тактична – універсальна авіація, яка може виконувати функції як штурмової, так і стратегічної (іноді – винищувальної).